# Right Here, Right Now (canción de Fatboy Slim)
«Right Here, Right Now» —en español: ‘Justo aquí, justo ahora’— es un sencillo del disc jockey y productor británico Fatboy Slim. Se lanzó el 19 de abril de 1999 y fue incluido en el álbum de estudio You've Come a Long Way, Baby como el cuarto sencillo del mismo.
La canción alcanzó el número dos en los UK Singles Chart del Reino Unido, detrás del sencillo «Swear It Again» de Westlife durante una semana. También fue votada por Mixmag como la décima canción de baile más grande de todos los tiempos.

## Composición
La melodía básica de la canción es un sample de la canción de James Gang «Ashes, the Rain & I». También contiene un sample de la película de Kathryn Bigelow de 1995 Días extraños, con la línea de Angela Bassett "Right here, right now".

## Video musical
El videoclip fue creado por Hammer & Tongs, que muestra una línea de tiempo no científicamente precisa que describe el proceso de la teoría de la evolución biológica de Charles Darwin condensada en tres minutos y medio.

## Lista de canciones
| Vinilo 12" Reino Unido |                                 |          |  |
| N.º                    | Título                          | Duración |  |
| 1.                     | «Right Here, Right Now»         | 6:29     |  |
| 2.                     | «Don't Forget Your Teeth»       |          |  |
| 3.                     | «Praise You» (original version) | 3:46     |  |

## Posicionamiento en listas
| Lista (1999)                           | Mejor posición |
| -------------------------------------- | -------------- |
| Australia (ARIA)                       | 28             |
| Bélgica (Flandes) (Ultratop 50)        | 5              |
| Bélgica (Valonia) (Ultratop 50)        | 37             |
| Francia (SNEP)                         | 56             |
| Alemania (Media Control AG)            | 47             |
| Italia (Hit Parade Italia)             | 22             |
| Países Bajos (Mega Single Top 100)     | 56             |
| Nueva Zelanda (Recorded Music NZ)      | 25             |
| Escocia (Scottish Singles Sales Chart) | 3              |
| Suecia (Sverigetopplistan)             | 54             |
| Reino Unido (UK Singles Chart)         | 2              |
| Reino Unido (UK Dance Chart)           | 2              |
| Reino Unido (UK Indie Chart)           | 1              |
| Lista (2022)                           | Mejor posición |
| Hungría (Single Top 40)                | 23             |

| Lista (1999)     | Posición |
| ---------------- | -------- |
| UK Singles (OCC) | 77       |

## Certificaciones
| País        | Certificación | Ventas  |
| ----------- | ------------- | ------- |
| Reino Unido | Platino       | 600 000 |

## En la cultura popular
Equipos de fútbol como el Manchester City, Arsenal F.C., Inter de Milán y el Brighton & Hove Albion F.C., tocan la canción cuando sus jugadores salen del túnel del estadio hacia el campo de juego. También se utiliza en segmentos de videoárbitraje en la cobertura de Sky Sports de la Super League, un torneo europeo de rugby.
El 8 de octubre de 2019, Fatboy Slim realizó un remix en vivo de «Right Here, Right Now» que incluía la voz de la activista sueca Greta Thunberg.